# 阿夫頓鎮區 (伊利諾伊州迪卡爾布縣)
阿夫頓鎮區（英語：Afton Township）是位於美國伊利諾伊州迪卡爾布縣的一個行政鎮區。

## 地方資料
根據2010年美國人口普查的數據，阿夫頓鎮區的面積為91.10平方千米，當中陸地面積為90.90平方千米，而水域面積為0.20平方千米。當地共有人口861人，而人口密度為每平方千米9.45人。